# Anidride solforosa
L'anidride solforosa (nome IUPAC diossido di zolfo, detta anche biossido di zolfo o ossido di zolfo(IV)) è un gas incolore dal tipico odore empireumatico (di bruciato non necessariamente intenso ma soffocante), molto solubile in acqua, fino a 39 volumi per volume di acqua. È un gas tossico responsabile dell'odore dei fiammiferi bruciati. Viene rilasciato naturalmente dall'attività vulcanica ed è prodotto come sottoprodotto dell'estrazione del rame e della combustione di combustibili fossili contenenti zolfo.
Nella molecola dell'anidride solforosa l'atomo di zolfo forma un doppio legame con un atomo di ossigeno e un legame covalente dativo con l'altro atomo di ossigeno. È costituita da molecole a forma di V il cui vertice è occupato dall'atomo di zolfo e il cui l'angolo di legame è di 119° 30'. Pur possedendo un doppietto di non legame sullo zolfo è un acido di Lewis; non forma un addotto stabile con l’acqua ma con basi più forti (come le ammine). È un solvente acido e può essere usato come solvente non acquoso per sostanze acide, visto che con esse non reagisce. La sostanza è fortemente irritante e nociva per gli occhi e il tratto respiratorio: per inalazione può causare edema polmonare acuto ed una prolungata esposizione può portare alla morte. La presenza di anidride solforosa nell'aria può essere avvertita dalla comparsa di un sapore metallico in bocca, anche in concentrazioni al di sotto della soglia olfattiva.
In soluzione è quasi completamente presente in forma idratata come SO2 · 6 H2O e forma piccole quantità di acido solforoso (H2SO3). Reagisce violentemente con l'ammoniaca e le ammine, l'acroleina, l'acetilene, i metalli alcalini, il cloro, l'ossido di etilene e l'1,3-butadiene. In presenza di acqua o vapore acqueo attacca molti metalli, tra cui l'alluminio, il ferro, l'acciaio, l'ottone, il rame e il nichel. Liquefatta, può corrodere le materie plastiche e la gomma.

## Struttura e legami
L'anidride solforosa è una molecola triatomica angolare la cui simmetria appartiene al gruppo puntuale C2v. Un approccio alla molecola secondo la teoria del legame di valenza che consideri solo gli orbitali {\displaystyle s} e {\displaystyle p} descriverebbe il legame in termini di risonanza tra due sole strutture di risonanza.

Due strutture di risonanza dell'anidride solforosa

Il legame zolfo-ossigeno ha un ordine di legame di 1,5. Ci sono prove sperimentali per questo semplice approccio che non invoca la partecipazione orbitale.
In termini di formalismo di conteggio degli elettroni, l'atomo di zolfo ha stato di ossidazione +4 e una carica formale +1.

## Presenza sulla Terra e su altri pianeti
L'anidride solforosa si trova sulla Terra ed esiste in concentrazioni molto piccole nell'atmosfera a circa 1 ppm.
Su altri pianeti, l'anidride solforosa si trova in varie concentrazioni, la più significativa è l'atmosfera di Venere, dove è il terzo gas atmosferico più abbondante col valore di 150 ppm. Lì, reagisce con l'acqua per formare nuvole di acido solforico, ed è una componente chiave del ciclo atmosferico globale dello zolfo del pianeta e contribuisce al riscaldamento globale. È stato implicato come agente chiave nel riscaldamento di Marte, con stime di concentrazioni nella bassa atmosfera fino a 100 ppm, sebbene esista solo in tracce. Sia su Venere che su Marte, come sulla Terra, si pensa che la sua fonte primaria sia vulcanica. L'atmosfera di Io, un satellite naturale di Giove, è composta per il 90% da anidride solforosa e si pensa che ne esistano anche tracce nell'atmosfera di Giove.
Come ghiaccio, si pensa che esista in abbondanza sulle lune galileiane, come ghiaccio sublimatore o gelo sull'emisfero meridionale di Io, e nella crosta e nel mantello di Europa, Ganimede e Callisto, forse anche in forma liquida e reagendo prontamente con l'acqua.

## Produzione
L'anidride solforosa è prodotta principalmente per la produzione di acido solforico. Negli Stati Uniti nel 1979 sono state utilizzate in questo modo 23,6 milioni di tonnellate di anidride solforosa. La maggior parte dell'anidride solforosa è prodotta dalla combustione dello zolfo elementare. Parte dell'anidride solforosa viene prodotta anche dalla pirite arrostita e da altri minerali di solfuro nell'aria.

### Dalla combustione
L'anidride solforosa è il prodotto della combustione dello zolfo o della combustione di materiali che contengono zolfo:
{\displaystyle {\ce {S\ +\ O2->SO2\,\,\,\,\,\Delta H=-297\mathrm {kJ/mol} }}}
Per favorire la combustione, lo zolfo liquefatto (140–150 °C) viene spruzzato attraverso un ugello nebulizzatore per generare gocce fini di zolfo con un'ampia superficie. La reazione è esotermica e la combustione produce temperature di 1000–1600 °C. La notevole quantità di calore prodotta viene recuperata mediante la generazione di vapore che può essere successivamente convertito in elettricità.
La combustione dell'acido solfidrico e dei composti organici solforati procede in modo simile. Per esempio:
{\displaystyle {\ce {2H2S \ + \ 3O2 -> 2H2O \ + \ 2SO2}}}
L'arrostimento di solfuri minerali come pirite, sfalerite (ZnS) e cinabro (HgS) rilascia anidride solforosa:
{\displaystyle {\ce {4FeS2 \ + \ 11O2 -> 2Fe2O3 \ + \ 8SO2}}}
{\displaystyle {\ce {2ZnS \ + \ 3O2 -> 2ZnO \ + \ 2SO2}}}
{\displaystyle {\ce {HgS\ +\ O2->Hg\ +\ SO2}}}
{\displaystyle {\ce {4FeS\ +\ 7O2->2Fe2O3\ +\ 4SO2\,\,\,}}} oppure {\displaystyle {\ce {\,\,\,2FeS\ +\ 3O2->2SO2\ +\ 2FeO}}}
Una combinazione di queste reazioni è responsabile della più grande fonte di anidride solforosa, le eruzioni vulcaniche. Questi eventi possono rilasciare milioni di tonnellate di anidride solforosa.

### Riduzione degli ossidi superiori
L'anidride solforosa può anche essere un sottoprodotto nella produzione di cemento (silicato di calcio). Il solfato di calcio (CaSO4) viene riscaldato con coke e sabbia nel seguente processo:
{\displaystyle {\ce {2CaSO4\ +\ 2SiO2\ +\ C->2CaSiO3\ +\ 2SO2\ +\ CO2}}}
Fino agli anni '70, le quantità commerciali di acido solforico e cemento venivano prodotte con questo processo a Whitehaven, in Inghilterra. Dopo essere stato miscelato con shale o marna e arrostito, il gas di anidride solforosa si separa dal solfato, utilizzato nella produzione di acido solforico; la reazione produce anche silicato di calcio, un precursore nella produzione del cemento.
Su scala di laboratorio, l'azione dell'acido solforico caldo concentrato sulle torniture di rame produce anidride solforosa:
{\displaystyle {\ce {Cu\ +\ 2H2SO4->CuSO4\ +\ SO2\ +\ 2H2O}}}

### Dai solfiti
I solfiti risultano dall'azione della base acquosa sull'anidride solforosa:
{\displaystyle {\ce {SO2\ +\ 2NaOH->Na2SO3\ +\ H2O}}}
La reazione inversa avviene dopo l'acidificazione:
{\displaystyle {\ce {H+\ +\ HSO3^{-}->SO2\ +\ H2O}}}

## Reazioni
Caratterizzato da zolfo con stato di ossidazione {\displaystyle +4}, l'anidride solforosa è un agente riducente. Viene ossidato dagli alogeni per dare gli alogenuri di solforile, come il cloruro di solforile:
{\displaystyle {\ce {SO2\ +\ Cl2->SO2Cl2}}}
L'anidride solforosa è l'agente ossidante nel processo Claus, che viene condotto su larga scala nelle raffinerie di petrolio. Qui, l'anidride solforosa viene ridotta dall'idrogeno solforato per dare zolfo elementare:
{\displaystyle {\ce {SO2 \ + \ 2H2S -> 3S \ + \ 2H2O}}}
L'ossidazione sequenziale dell'anidride solforosa seguita dalla sua idratazione viene utilizzata nella produzione di acido solforico:
{\displaystyle {\ce {2SO2\ +\ 2H2O\ +\ O2->2H2SO4}}}

### Reazioni di laboratorio
L'anidride solforosa è uno dei pochi gas acidi ma anche riducenti comuni. Diventa rosa (essendo acido), poi bianco (a causa del suo effetto sbiancante). Può essere identificato facendolo gorgogliare attraverso una soluzione di dicromato, trasformando la soluzione da arancione a verde ({\displaystyle {\ce {Cr^{3+}(aq)}}}). Può anche ridurre gli ioni ferrici a ferrosi.
L'anidride solforosa può reagire con alcuni 1,3-dieni in una reazione chelotropica per formare solfoni ciclici. Questa reazione viene sfruttata su scala industriale per la sintesi del sulfolano, importante solvente nell'industria petrolchimica.

Reazione chelotropica del butadiene con SO_{2}

L'anidride solforosa può legarsi agli ioni metallici come legante per formare complessi metallici di anidride solforosa, tipicamente dove il metallo di transizione è nello stato di ossidazione {\displaystyle 0} o {\displaystyle +1}. Sono riconosciute molte modalità diverse di legame (geometrie), ma nella maggior parte dei casi il legante è monodentato, legato al metallo tramite lo zolfo, che può essere sia planare che piramidale {\displaystyle \eta ^{1}}. Come un ligando {\displaystyle \eta ^{1}-\mathrm {SO} _{2}} l'anidride solforosa funziona come una base di Lewis usando la coppia solitaria su {\displaystyle {\ce {S}}}. L'anidride solforosa funziona come acido di Lewis nella sua modalità di legame {\displaystyle \eta ^{1}-\mathrm {SO} _{2}} con i metalli e nei suoi addotti con basi di Lewis come dimetilacetammide e trimetilammina. Quando si lega alle basi di Lewis, i parametri acidi dell'anidride solforosa sono EA = 0,51 e EA = 1,56.

## Usi
L'uso generale e dominante dell'anidride solforosa è nella produzione di acido solforico.
La maggior parte del diossido di zolfo viene convertita in triossido (SO3) per ossidazione a contatto; quest'ultimo viene poi usato per produrre l'acido solforico.
{\displaystyle {\ce {2SO2(g)\ +\ O2->2SO3}}}
La reazione è esotermica e viene favorita dalle basse temperature. Un tempo come catalizzatore si usava una rete di platino, un eccellente catalizzatore che lavora a temperature basse, ma molto costoso e facilmente avvelenabile. Oggi si preferisce usare l'anidride vanadica (V2O5) meno costosa e resistente all'avvelenamento.

### Precursore dell'acido solforico
L'anidride solforosa è un intermedio nella produzione di acido solforico, che viene convertito in anidride solforica e quindi in oleum, che viene trasformato in acido solforico. L'anidride solforosa per questo scopo viene prodotta quando lo zolfo si combina con l'ossigeno. Il metodo per convertire l'anidride solforosa in acido solforico è chiamato processo di contatto.

### Come conservante
L'anidride solforosa è talvolta usata come conservante per albicocche secche, fichi secchi e altra frutta essiccata, grazie alle sue proprietà antimicrobiche e alla capacità di prevenire l'ossidazione, e viene indicata in Europa come E220 quando viene utilizzata per questi scopi. Come conservante, mantiene l'aspetto colorato del frutto e previene la decomposizione. Viene anche aggiunto alla melassa solforata.
L'anidride solforosa fu usata per la prima volta nella vinificazione dai romani, quando scoprirono che bruciare candele di zolfo all'interno di recipienti di vino vuoti li mantiene freschi e privi di odore di aceto
È ancora un composto importante nella vinificazione e si misura in parti per milione (ppm) nel vino. È presente anche nel vino cosiddetto non solforato a concentrazioni fino a 10 mg/L. Serve come antibiotico e antiossidante, proteggendo il vino dal deterioramento da parte dei batteri e dall'ossidazione, un fenomeno che porta all'imbrunimento del vino e alla perdita di aromi specifici della cultivar. La sua azione antimicrobica aiuta anche a minimizzare l'acidità volatile. I vini contenenti anidride solforosa sono tipicamente etichettati con "contenenti solfiti".
Nel vino i solfiti limitano lo sviluppo di batteri e lieviti, bloccano eventuali fermentazioni, hanno funzione antiossidante e favoriscono l'estrazione del colore e del sapore dalle vinacce, il limite di legge nell'Unione Europea è di 150 mg/l per i vini rossi, 200 mg/l per i bianchi e i rosati, derogabile per alcuni vini fino a 400 mg/l.
L'anidride solforosa esiste nel vino in forma libera e legata, e le combinazioni sono indicate come SO2 totale. Il legame, ad esempio al gruppo carbonilico dell'acetaldeide, varia con il vino in questione. La forma libera esiste in equilibrio tra l'anidride solforosa molecolare (come gas disciolto) e lo ione bisolfito, che a sua volta è in equilibrio con lo ione solfito. Questi equilibri dipendono dal pH del vino. Un pH più basso sposta l'equilibrio verso l'anidride solforosa molecolare (gassosa), che è la forma attiva, mentre a un pH più alto si trova più anidride solforosa nelle forme inattive solfito e bisolfito. L'anidride solforosa molecolare è attiva come antimicrobico e antiossidante, e questa è anche la forma che può essere percepita come odore pungente ad alte concentrazioni. I vini con concentrazioni totali di anidride solforosa inferiori a 10 ppm non richiedono la dicitura "contiene solfiti" sull'etichetta dalle leggi statunitensi e comunitarie. Il limite massimo di anidride solforosa totale consentito nel vino negli Stati Uniti è di 350 ppm; nell'Unione Europea è 160 ppm per i vini rossi e 210 ppm per i vini bianchi e rosati. A basse concentrazioni, l'anidride solforosa è per lo più non rilevabile nel vino, ma a concentrazioni libere superiori a 50 ppm, l'anidride solforosa diventa evidente nell'odore e nel gusto del vino.
L'anidride solforosa è anche un composto molto importante nella sanificazione delle cantine. Le aziende vinicole e le attrezzature devono essere mantenute pulite e, poiché la candeggina non può essere utilizzata in un'azienda vinicola a causa del rischio di odore di sughero, una miscela di anidride solforosa, acqua e acido citrico viene comunemente utilizzata per pulire e igienizzare le attrezzature. L'ozono (O3) è ora ampiamente utilizzato per la sanificazione nelle cantine per la sua efficacia e perché non influisce sul vino o sulla maggior parte delle attrezzature

### Come agente riducente
Anche l'anidride solforosa è un buon riducente. In presenza di acqua, l'anidride solforosa è in grado di decolorare le sostanze; nello specifico è un utile candeggiante riducente per carte e materiali delicati come i vestiti. Questo effetto sbiancante normalmente non dura molto a lungo. L'ossigeno nell'atmosfera riossida i coloranti ridotti, ripristinando il colore. Nel trattamento delle acque reflue municipali, l'anidride solforosa viene utilizzata per trattare le acque reflue clorurate prima del rilascio. L'anidride solforosa riduce il cloro libero e combinato a cloruro
Viene anche usata per la fabbricazione di solfonati organici e di solfuro di carbonio, come sbiancatore nell'industria della carta, dello zucchero e delle fibre tessili, e come agente riducente nella produzione del tannino e nell'industria tipografica.
L'anidride solforosa è abbastanza solubile in acqua, sia mediante spettroscopia infrarossa che Raman; l'ipotetico acido solforoso, H2SO3, non è presente in alcuna misura. Tuttavia, tali soluzioni mostrano spettri dello ione idrogeno solforato, HSO3−, per reazione con acqua, ed è infatti l'effettivo agente riducente presente:
{\displaystyle {\ce {SO2\ +\ H2O<=>HSO3^{-}\ +\ H+}}}

### Ruoli biochimici e biomedici
L'anidride solforosa o la sua base coniugata bisolfito viene prodotta biologicamente come intermedio sia negli organismi che riducono i solfati, che nei batteri che ossidano lo zolfo. Il ruolo dell'anidride solforosa nella biologia dei mammiferi non è ancora ben compreso. L'anidride solforosa blocca i segnali nervosi dai recettori di stiramento polmonare e abolisce il riflesso di Hering-Breuer.
Si ritiene che l'anidride solforosa endogena svolga un ruolo fisiologico significativo nella regolazione della funzione cardiaca e dei vasi sanguigni e che il metabolismo dell'anidride solforosa aberrante o carente possa contribuire a diverse malattie cardiovascolari, come l'ipertensione arteriosa, l'aterosclerosi, l'ipertensione polmonare e la stenocardia.
È stato dimostrato che nei bambini con ipertensione arteriosa polmonare dovuta a cardiopatie congenite il livello di omocisteina è più alto e il livello di anidride solforosa endogena è inferiore rispetto ai normali bambini. Inoltre, questi parametri biochimici erano fortemente correlati alla gravità dell'ipertensione arteriosa polmonare. Gli autori hanno considerato l'omocisteina uno dei marcatori biochimici utili della gravità della malattia e il metabolismo dell'anidride solforosa uno dei potenziali bersagli terapeutici in quei pazienti.
È stato anche dimostrato che l'anidride solforosa endogena riduce il tasso di proliferazione delle cellule muscolari lisce endoteliali nei vasi sanguigni, riducendo l'attività della MAPK e attivando l'adenilato ciclasi e la protein-chinasi A. La proliferazione delle cellule muscolari lisce è uno dei meccanismi importanti del rimodellamento ipertensivo dei vasi sanguigni e della loro stenosi, quindi è un importante meccanismo patogenetico nell'ipertensione arteriosa e nell'aterosclerosi.
L'anidride solforosa endogena a basse concentrazioni provoca vasodilatazione endotelio-dipendente. A concentrazioni più elevate provoca vasodilatazione endotelio-indipendente e ha un effetto inotropo negativo sulla funzione della gittata cardiaca, abbassando così efficacemente la pressione sanguigna e il consumo di ossigeno del miocardio. Gli effetti vasodilatatori e broncodilatatori dell'anidride solforosa sono mediati dai canali del calcio ATP-dipendenti e dai canali del calcio di tipo L ("diidropiridina"). L'anidride solforosa endogena è anche un potente agente antinfiammatorio, antiossidante e citoprotettivo. Abbassa la pressione sanguigna e rallenta il rimodellamento ipertensivo dei vasi sanguigni. Regola inoltre il metabolismo dei lipidi.
L'anidride solforosa endogena riduce anche il danno miocardico, causato dall'iperstimolazione adrenergica dell'isoproterenolo, e rafforza la riserva di difesa antiossidante del miocardio.

### Come reagente e solvente in laboratorio
L'anidride solforosa è un solvente inerte versatile ampiamente utilizzato per dissolvere sali altamente ossidanti. È anche usato occasionalmente come fonte del gruppo sulfonile nella sintesi organica. Il trattamento dei sali di arildiazonio con anidride solforosa e cloruro rameoso produce il corrispondente aril-solfonil cloruro, ad esempio:
A causa della sua bassissima basicità di Lewis, viene spesso utilizzato come solvente/diluente a bassa temperatura per superacidi come l'acido magico (F6HO3SSb), consentendo l'osservazione spettroscopica di specie altamente reattive come il catione tert-butile a bassa temperatura (sebbene i carbocationi terziari reagiscano con l'anidride solforosa al di sopra di circa -30 °C, e anche solventi meno reattivi come il fluoruro di cloruro di solforile (ClFO2S) devono essere usati a queste temperature più elevate)

## Possibili applicazioni

### Come refrigerante
Essendo facilmente condensabile e in possesso di un elevato calore di evaporazione, l'anidride solforosa è un materiale candidato per i refrigeranti. Prima dello sviluppo dei clorofluorocarburi, l'anidride solforosa veniva utilizzata come refrigerante nei frigoriferi domestici.

### Ingegneria del clima
Iniezioni di anidride solforosa nella stratosfera sono state proposte nell'ingegneria climatica. L'effetto di raffreddamento sarebbe simile a quello osservato dopo la grande eruzione esplosiva del 1991 del Monte Pinatubo. Tuttavia, questa forma di geoingegneria avrebbe conseguenze regionali incerte sui modelli di pioggia, ad esempio nelle regioni monsoniche.

## Come inquinante dell'aria
L'anidride solforosa è un componente notevole nell'atmosfera, soprattutto a seguito di eruzioni vulcaniche. Secondo l'Agenzia statunitense per la protezione dell'ambiente, la quantità di anidride solforosa rilasciata negli Stati Uniti all'anno era:
| Anno | SO2     |
| ---- | ------- |
| 1970 | 28,3 Mt |
| 1980 | 23,5 Mt |
| 1990 | 21,5 Mt |
| 1996 | 17,1 Mt |
| 1997 | 17,6 Mt |
| 1998 | 17,7 Mt |
| 1999 | 17,1 Mt |

L'anidride solforosa è un importante inquinante atmosferico e ha un impatto significativo sulla salute umana. Inoltre, la concentrazione di anidride solforosa nell'atmosfera può influenzare l'idoneità dell'habitat per le comunità vegetali, così come per la vita animale. Le emissioni di anidride solforosa sono un precursore delle piogge acide e del particolato atmosferico. Negli Stati Uniti, per esempio, si è studiato un modo per contenere le piogge acide; il miglioramento è risultato in parte dalla desolforazione dei gas di scarico, una tecnologia che consente di legare chimicamente l'SO2 prodotto dalle centrali elettriche che bruciano carbone o petrolio. In particolare, l'ossido di calcio (calce) reagisce con l'anidride solforosa per formare solfito di calcio:
{\displaystyle {\ce {CaO\ +\ SO2->CaSO3}}}
L'ossidazione aerobica del solfito di calcio dà solfato di calcio (anidrite). La maggior parte del gesso venduto in Europa proviene dalla desolforazione dei fumi.
Per controllare le emissioni di zolfo, sono stati sviluppate dozzine di metodi con efficienze relativamente elevate per l'installazione di centrali a carbone.
Lo zolfo può essere rimosso dal carbone durante la combustione utilizzando il calcare come materiale del letto nella combustione.
Lo zolfo può anche essere rimosso dai combustibili prima della combustione, prevenendo la formazione di anidride solforosa quando il combustibile viene bruciato. Il processo Claus viene utilizzato nelle raffinerie per produrre zolfo come sottoprodotto. Il processo Stretford è stato utilizzato anche per rimuovere lo zolfo dal carburante. Possono essere utilizzati anche processi redox che utilizzano ossidi di ferro.
Un'analisi ha rilevato che 18 centrali elettriche a carbone nei Balcani occidentali emettevano due volte e mezzo più anidride solforosa di tutte le 221 centrali a carbone dell'UE messe insieme.
Additivi per carburanti come additivi di calcio e carbossilato di magnesio possono essere utilizzati nei motori marini per ridurre l'emissione di gas di anidride solforosa nell'atmosfera.
A partire dal 2006, la Cina era il più grande inquinatore di anidride solforosa del mondo, con emissioni stimate nel 2005 in 23,1 Mt. Questa quantità rappresenta un aumento del 27% dal 2000 ed è approssimativamente paragonabile alle emissioni degli Stati Uniti nel 1980.

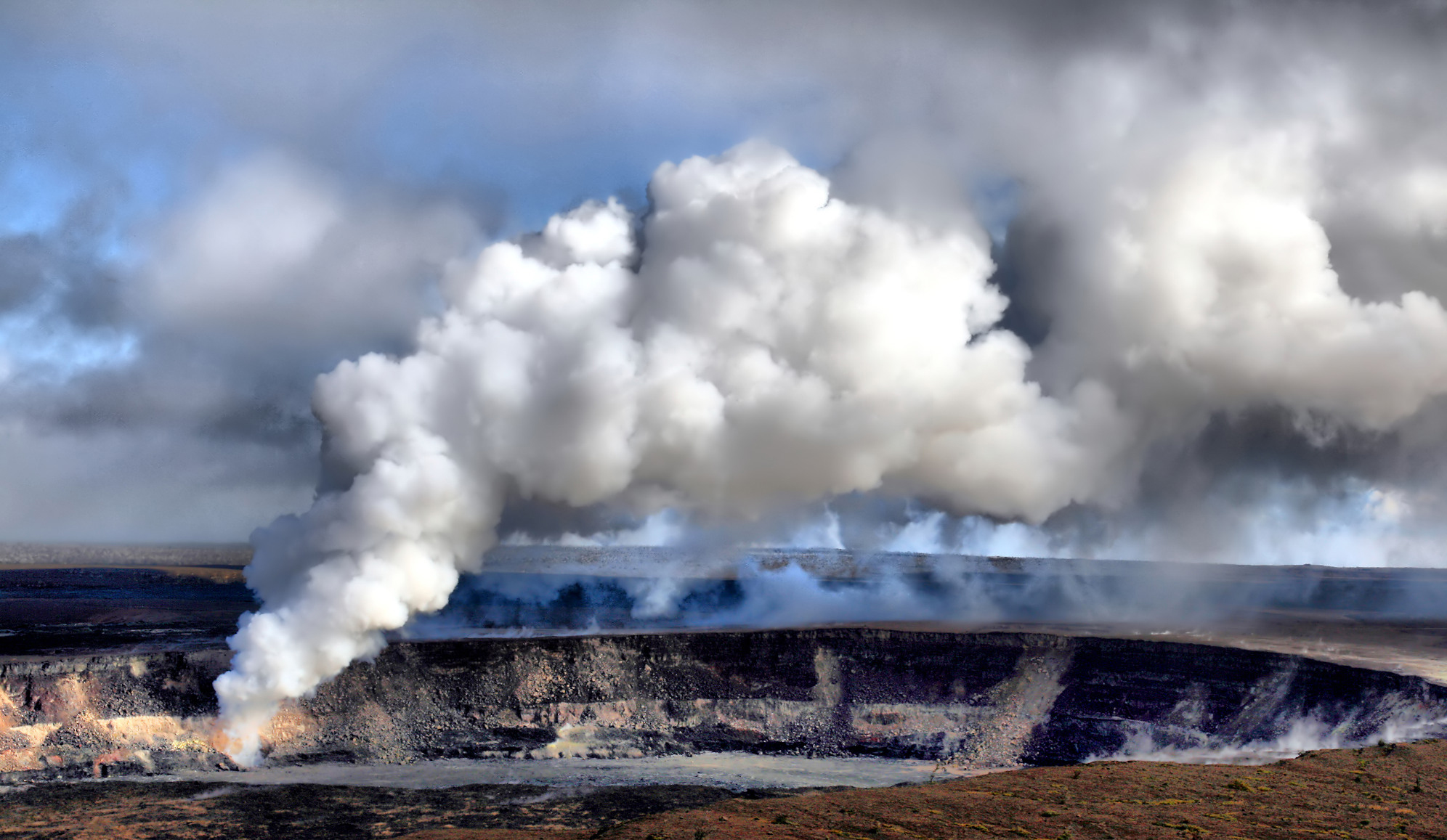
Nubi di anidride solforosa emesse dal cratere Halemaʻumaʻu del vulcano Kīlauea sull'Isola di Hawaii.

Le anidridi solforosa e solforica (SO2 ed SO3, indicate con il termine generale SO), sono i principali inquinanti atmosferici a base di zolfo. La principale fonte di inquinamento è costituita dalla combustione di combustibili fossili (carbone e derivati del petrolio) in cui lo zolfo è presente come impurezza. Vengono pure emesse nell'atmosfera durante le eruzioni vulcaniche: quando raggiungono la stratosfera si trasformano in particelle di acido solforico che riflettono i raggi solari, in parte riducendo le radiazioni che raggiungono il suolo terrestre.
L'anidride solforosa è un forte irritante delle vie respiratorie; un'esposizione prolungata a concentrazioni anche minime (alcune parti per miliardo, ppb) può comportare faringiti, affaticamento e disturbi a carico dell'apparato sensoriale (come occhi e naso).
A partire dal 1980 le emissioni provocate direttamente dall'uomo (a causa del riscaldamento e del traffico) sono notevolmente diminuite grazie all'utilizzo sempre crescente del metano e alla diminuzione della quantità di zolfo contenuta nel gasolio e in altri combustibili liquidi e solidi. Rimangono più preoccupanti le emissioni dovute alla presenza di centrali termoelettriche, la cui entità, tuttavia, è da anni sotto controllo, grazie al processo di desolforazione, che realizza l'assorbimento dell'anidride solforosa, fino ad ottenere poche ppm. Il processo di desolforazione è oramai presente e funzionante su tutti gli impianti termoelettrici alimentati a olio combustibile e carbone.

## Sicurezza

### Inalazione
L'esposizione accidentale all'anidride solforosa è di routine, essendo prodotta dal fumo dei fiammiferi, carbone e combustibili contenenti zolfo.
L'anidride solforosa è leggermente tossica e può essere pericolosa in alte concentrazioni. Anche l'esposizione a lungo termine a basse concentrazioni è problematica. Una revisione sistematica del 2011 ha concluso che l'esposizione all'anidride solforosa è associata alla nascita pretermine.

### Ingestione
I sintomi di sensibilità agli agenti solfitanti, incluso l'anidride solforosa, si manifestano come problemi respiratori potenzialmente letali entro pochi minuti dall'ingestione. I solfiti possono anche causare sintomi in individui non asmatici, vale a dire dermatite, orticaria, rossore, ipotensione, dolore addominale e diarrea, e persino anafilassi potenzialmente letale.